# Giải bóng đá Ngoại hạng Belarus 2017
Giải bóng đá Ngoại hạng Belarus 2017 là mùa giải thứ 27 của giải đấu bóng đá cấp cao nhất ở Belarus. BATE Borisov đã bảo vệ thành công chức vô địch mùa này, và đây là danh hiệu thứ 14 của họ.

## Bảng xếp hạng
| VT | Đội                    | ST | T  | H  | B  | BT | BB | HS  | Đ  | Giành quyền tham dự hoặc xuống hạng         |
| -- | ---------------------- | -- | -- | -- | -- | -- | -- | --- | -- | ------------------------------------------- |
| 1  | BATE Borisov (C)       | 30 | 21 | 5  | 4  | 61 | 19 | +42 | 68 | Lọt vào vòng loại thứ nhất Champions League |
| 2  | Dinamo Minsk           | 30 | 22 | 2  | 6  | 46 | 15 | +31 | 68 | Lọt vào vòng loại thứ nhất Europa League    |
| 3  | Shakhtyor Soligorsk    | 30 | 20 | 5  | 5  | 52 | 22 | +30 | 65 | Lọt vào vòng loại thứ nhất Europa League    |
| 4  | Dinamo Brest           | 30 | 14 | 9  | 7  | 47 | 26 | +21 | 51 |                                             |
| 5  | Torpedo-BelAZ Zhodino  | 30 | 14 | 9  | 7  | 43 | 27 | +16 | 51 |                                             |
| 6  | Neman Grodno           | 30 | 14 | 7  | 9  | 42 | 32 | +10 | 49 |                                             |
| 7  | Slutsk                 | 30 | 12 | 8  | 10 | 30 | 34 | −4  | 44 |                                             |
| 8  | Vitebsk                | 30 | 12 | 7  | 11 | 35 | 38 | −3  | 43 |                                             |
| 9  | Gorodeya               | 30 | 8  | 14 | 8  | 37 | 35 | +2  | 38 |                                             |
| 10 | Gomel                  | 30 | 9  | 8  | 13 | 24 | 25 | −1  | 35 |                                             |
| 11 | Isloch Minsk Raion     | 30 | 10 | 4  | 16 | 27 | 46 | −19 | 27 |                                             |
| 12 | Dnepr Mogilev          | 30 | 6  | 8  | 16 | 27 | 48 | −21 | 26 |                                             |
| 13 | Krumkachy Minsk (R)    | 30 | 5  | 10 | 15 | 26 | 47 | −21 | 25 | Xuống hạng chơi ở giải hạng hai Belarus     |
| 14 | Minsk                  | 30 | 3  | 14 | 13 | 19 | 39 | −20 | 23 |                                             |
| 15 | Slavia Mozyr (R)       | 30 | 4  | 8  | 18 | 26 | 50 | −24 | 20 | Xuống hạng chơi ở giải hạng nhất Belarus    |
| 16 | Naftan Novopolotsk (R) | 30 | 4  | 6  | 20 | 18 | 57 | −39 | 13 | Xuống hạng chơi ở giải hạng nhất Belarus    |

1. 1 2  Slutsk được xử thắng 3–0 trước BATE Borisov, trong khi lúc đầu là 6-0. Tuy nhiên, BFF đã huỷ quyết định của Ủy ban Kỉ luật vào ngày 12 tháng 10 theo sau yêu cầu phân xử của BATE.[1]
2. 1 2  BATE Borisov xếp trên Dinamo Minsk về thành tích đối đầu: BATE Borisov 1–0 Dinamo Minsk, Dinamo Minsk 0–1 BATE Borisov.
3. 1 2  Dinamo Brest xếp trên Torpedo-BelAZ Zhodino về thành tích đối đầu: Dinamo Brest 1–0 Torpedo-BelAZ Zhodino, Torpedo-BelAZ Zhodino 1–1 Dinamo Brest.
4. ↑  Isloch Minsk Raion bị trừ 7 điểm.[2]
5. ↑  Krumkachy Minsk bị loại trừ khỏi giải Ngoại hạng trước mùa giải 2018 sau khi không thể cung cấp tài liệu giấy phép. Sau khi yêu cầu bị từ chối, quyết định cuối cùng được đưa ra vào ngày 19 tháng 3 năm 2018.[3]
6. ↑  Naftan Novopolotsk bị trừ 5 điểm.[4]